# Prasonicella marsa
Prasonicella marsa är en spindelart som beskrevs av Roberts 1983. Prasonicella marsa ingår i släktet Prasonicella och familjen hjulspindlar.
Artens utbredningsområde är Aldabra. Inga underarter finns listade i Catalogue of Life.